# Temple de la renommée des sciences et génie du Canada
Le Temple de la renommée des sciences et génie du Canada, situé au Musée des sciences et de la technologie du Canada à Ottawa en Ontario, honore les Canadiens et Canadiennes qui ont apporté une contribution exceptionnelle à la société dans les domaines de la science et de l'ingénierie. En honorant ces personnes comme exemples à suivre, l'institution cherche à encourager garçons et filles à poursuivre des carrières en science, ingénierie et technologie. La salle consacrée à ce Temple de la renommée comprend une exposition permanente, une exposition itinérante une galerie virtuelle, et accueille les célébrations des personnes intronisées. Elle est devenue une caractéristique majeure du "Musée des sciences et de la technologie du Canada", et est devenue une partie de l'exposition permanente Le Panthéon canadien des sciences et du génie.. 

## Histoire
Le Temple de la renommée des sciences et génie du Canada a été établi en 1991 par le biais d'un partenariat entre le "Musée des sciences et de la technologie du Canada", le Conseil national de recherches du Canada (CNRC), Industrie Canada et l'Association des partenaires de l'éducation, pour marquer le 75e anniversaire du Conseil national de recherches Canada,.

## Processus d'intronisation
Le musée utilise un processus ouvert pour la nomination des nouveaux membres. Un comité de sélection examine les candidatures chaque année. Les candidats doivent répondre aux critères suivants:
- Ils doivent avoir contribué de façon exceptionnelle à l'avancement de la science et de l'ingénierie au Canada;
- Leur travail doit procurer de grands avantages à la société et aux communautés dans leur ensemble;
- Ils doivent posséder des qualités de leadership qui peuvent servir comme une source d'inspiration pour les jeunes Canadiens et Canadiennes les incitant à poursuivre des carrières dans les domaines de la science, de l'ingénierie ou de la technologie[1].

## Membres
Les personnes suivantes ont été intronisées au Temple de la renommée des sciences et génie du Canada (par date de naissance):
- William Edmond Logan (1798–1875)
- John William Dawson (1820–1899)
- Sandford Fleming (1827–1915)
- Alexander Graham Bell (1847–1922)
- Reginald Fessenden (1866–1932)
- Charles Edward Saunders (1867–1937)
- Maude Abbott (1869–1940)
- Wallace Turnbull (en) (1870–1954)
- Ernest Rutherford (1871–1937)
- Harriet Brooks Pitcher (1876–1933)
- Frances Gertrude McGill (1877–1959)
- Alice Evelyn Wilson (1881–1964)
- Frère Marie-Victorin (1885–1944)
- John A.D. McCurdy (1886–1961)
- Andrew McNaughton (1887–1966)
- Margaret Newton (1887–1971)
- Chalmers Jack Mackenzie (en) (1888–1984)
- Henry Norman Bethune (1890–1939), intronisé en 2010 [8]
- Frederick Banting (1891–1941)
- Wilder Penfield (1891–1976)
- E.W.R. "Ned" Steacie (1900–1962)
- George J. Klein (en) (1904–1992), intronisé en 1995[9]
- Gerhard Herzberg (1904–1999)
- Elizabeth "Elsie" MacGill (1905–1980)
- George C. Laurence (1905–1987), intronisé en 2010[10],[11]
- Helen Sawyer Hogg (1905–1993)
- Joseph-Armand Bombardier (1907–1964)
- Alphonse Ouimet (1908–1988)
- John Tuzo Wilson (1908–1993)
- Pierre Dansereau (1911–2011), intronisé en 2001[12]
- Hugh Le Caine (1914–1977)
- Douglas Harold Copp (en) (1915–1998)
- Harold Elford Johns (en) (1915–1998), intronisé en 2000[13]
- James Hillier 1915-2007, intronisé en 2002 [14]
- Bertram Neville Brockhouse 1918-2003
- John "Jack" A. Hopps (en) 1919-1998
- Gerald R. Heffernan (1919–2007)
- Raymond Urgel Lemieux (1920–2000)
- Louis Siminovitch (en) (1920–)
- Ursula Franklin (1921–2016)
- Willard Boyle (1924–2011), intronisé en 2005[15],[16]
- Ernest McCulloch (1926–2011), intronisé en 2010[17]
- John Polanyi (1929–)
- Richard E. Taylor (1929–2018), intronisé en 2008[18],[19]
- Charles Robert Scriver (1930–), intronisé en 2001[12]
- James Till (en) (1931–), intronisé en 2010[17]
- Michael Smith (1932–2000)
- Hubert Reeves (1932–)
- Arthur B. McDonald (1943–)
- Ransom A. Myers (en) (1952–2007)